# バンディ

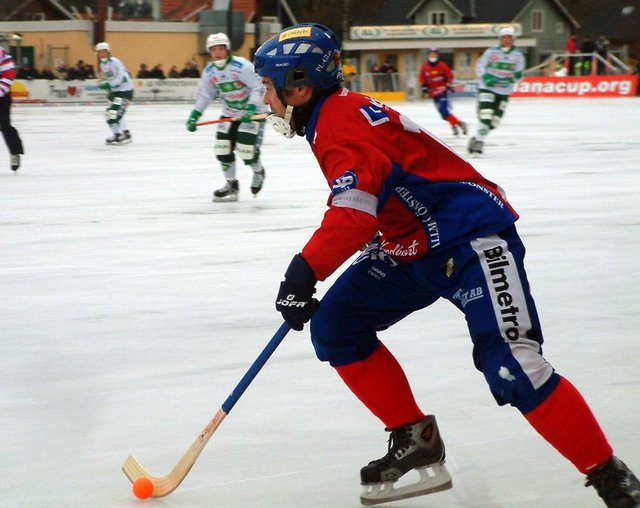
バンディの競技風景

バンディ（Bandy）は、フットボール競技場と同じくらいの広さの氷のスケートリンク上で行うフィールドホッケー形式の氷上球技で、ウィンタースポーツのひとつである。スティックでボールを打撃するほかルールはサッカーに類似しているといわれる。スコットランドを起源とするシンティから派生した競技と考えられており、後にアイスホッケーの起源の一つとなったと考える説もある。

## 歴史
イギリスにおいてはウェールズで同種のバンドー（bando）と呼ばれる競技が行われた。このbandoという言葉が初めて辞書に現れたのは1770年から1794年の間とされる。その後近代的なバンディは19世紀のイギリスで見られた。1891年に初のルールが定められたとされる。
一方ロシアにおいても18世紀始め頃からバンディが始まり19世紀後半には全国に普及したとされている。

## 競技用具

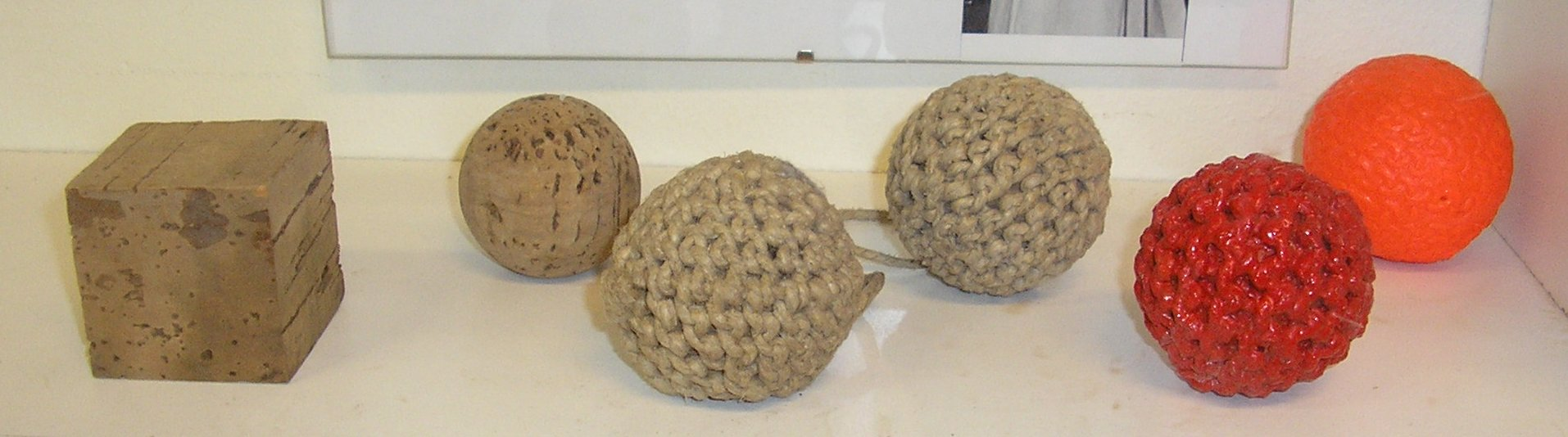
バンディのボールの変遷

使用されるボールは直径60-65 mmで赤ないしはオレンジ色をしている。元は四角いブロックだったものが、丸いコルク製になり、毛糸のニット製の時代を経て今日のプラスチック製のボールへと変わっている（写真右参照）。

## 競技施設

バンディのリンク

バンディの競技場の広さは、長さ90-110 m、幅45-65 mである。

## 主な競技会
バンディは、1952年のオスロオリンピックでは公開競技となった。スウェーデン、ロシア、フィンランド、ノルウェー、ベラルーシ、オランダ、エストニア、ハンガリー、カナダ、アメリカ合衆国、カザフスタンなどで見られ、男子については毎年世界選手権大会が開催される。また、2004年2月には初の女子世界選手権大会がフィンランドで開催された。クラブ世界一を決めるワールドカップも行われている。
アジア冬季競技大会ではカザフスタンでの開催となった2011年大会で正式競技として採用されたことがある。

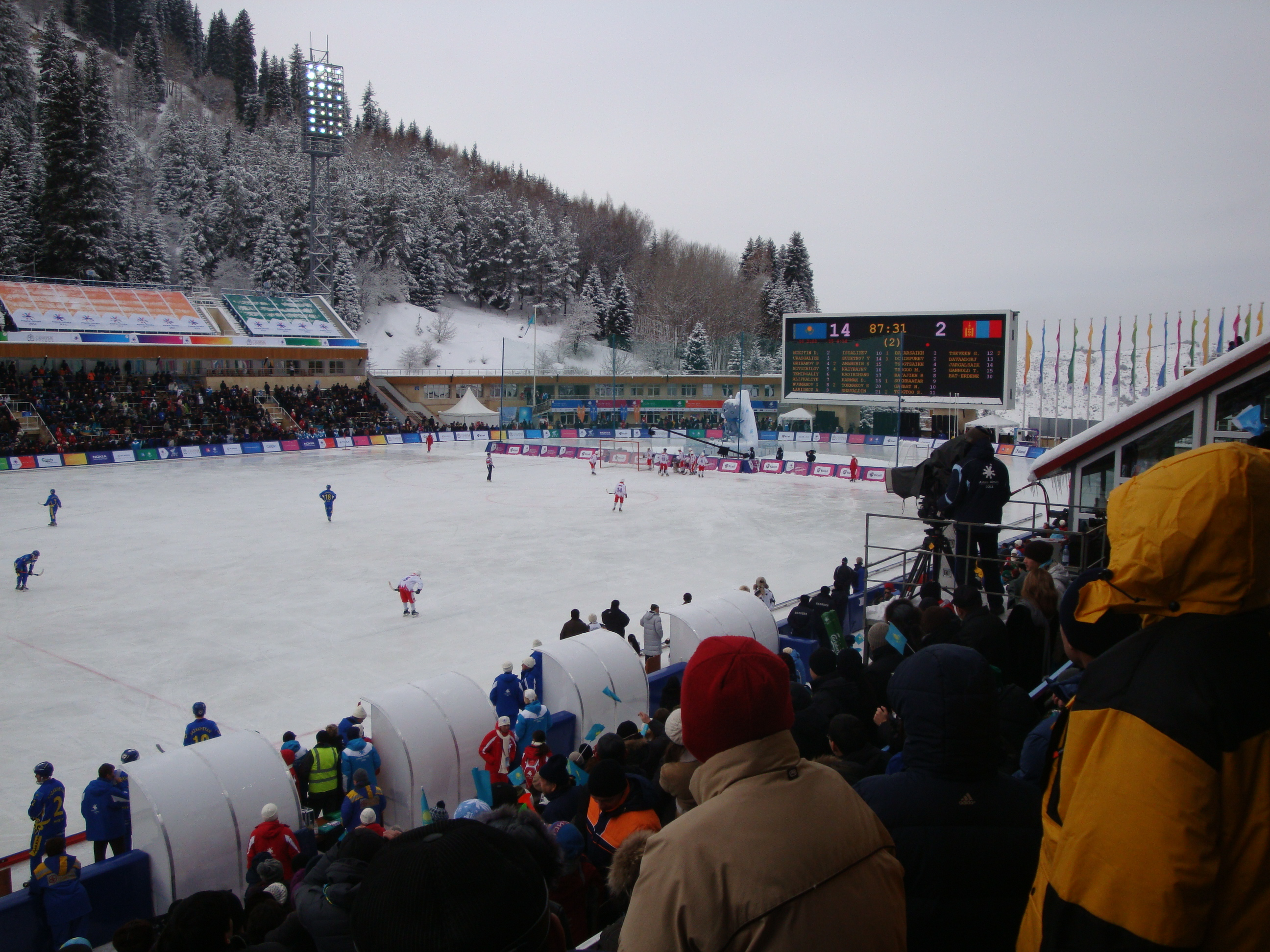
2011年アジア冬季競技大会

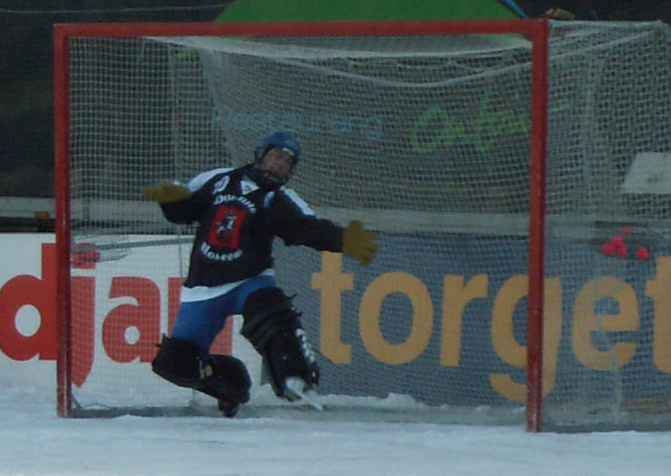
ゴールキーパー

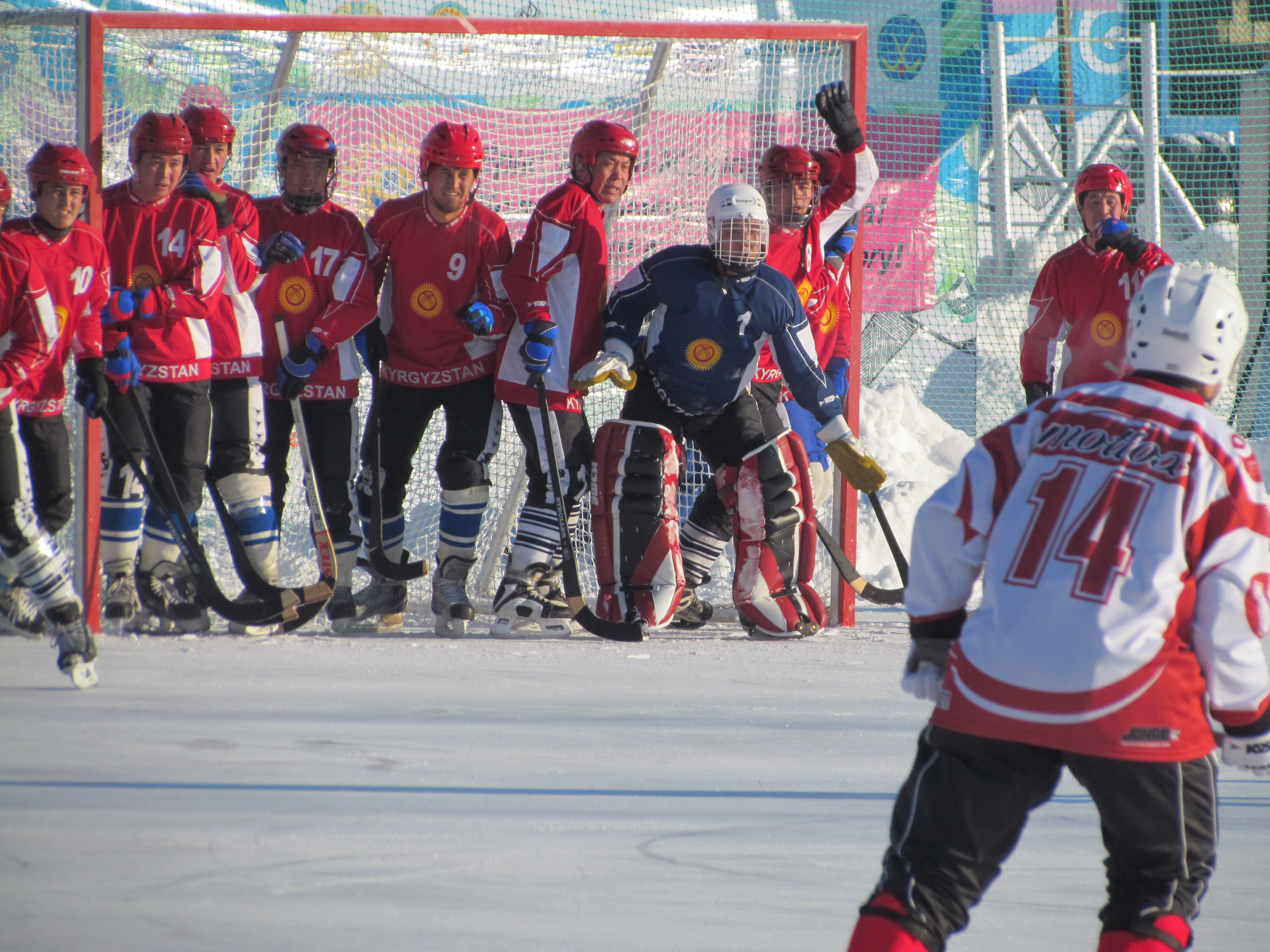
日本とキルギス

また、ロシアで開催された2019年冬季ユニバーシアードにおいて、追加競技として実施された。